# Моди (Порос)
Моди (греч. Μόδι) — необитаемый остров в Греции, у восточного побережья острова Порос в заливе Сароникос Эгейского моря. Административно относится к общине Порос в периферийной единице Острова в периферии Аттика. Из-за своей формы, похожей на льва, называется также Леонтари (Λιοντάρι). На острове найдено позднемикенское поселение.